# Bīnāmārān
Bīnāmārān (persiska: بِنَماران, بيناماران, Benamārān) är en ort i Iran.   Den ligger i provinsen Ardabil, i den nordvästra delen av landet, 400 km nordväst om huvudstaden Teheran. Bīnāmārān ligger 2 306 meter över havet och antalet invånare är 323.
Terrängen runt Bīnāmārān är lite bergig, och sluttar västerut. Runt Bīnāmārān är det ganska glesbefolkat, med 43 invånare per kvadratkilometer. Närmaste större samhälle är Karandaq, 14,4 km sydväst om Bīnāmārān. Trakten runt Bīnāmārān består i huvudsak av gräsmarker.